# Grupul Ananke
Grupul Ananke este un grup de sateliți neregulați retrograzi ai lui Jupiter care urmează orbite similare cu Ananke despre care se crede că au o origine comună.
Semiaxele lor mari (distanțele de la Jupiter) variază între 19,3 și 22,7 Gm, înclinațiile lor orbitale între 145,7° și 154,8° și excentricitățile lor orbitale între 0,02 și 0,28.

Această diagramă ilustrează cei mai mari sateliți neregulați ai lui Jupiter. Locația grupului Ananke este ilustrată de prezența lui Ananke în partea de jos. Poziția unui obiect pe axa orizontală indică distanța acestuia față de Jupiter. Axa verticală indică înclinarea acesteia. Excentricitatea este indicată de bare galbene care ilustrează distanțele maxime și minime ale obiectului față de Jupiter. Cercurile ilustrează dimensiunea unui obiect în comparație cu celelalte.

Membrii de bază includ (perioada negativă indică orbita retrogradă):  
| Nume      | Diametru (km) | Perioadă (zile) |
| --------- | ------------- | --------------- |
| Ananke    | 28            | -623,59         |
| Praxidike | 7             | -609,25         |
| Iocaste   | 5             | -640,97         |
| Harpalyke | 4             | -634,19         |
| Thyone    | 4             | -603,58         |
| Euanthe   | 3             | -602,81         |
| Eupheme   | 2             | -628,06         |

Uniunea Astronomică Internațională (IAU) rezervă nume care se termină în -e pentru toți sateliții retrograzi, inclusiv pentru membrii acestui grup.

## Origine
Se crede că grupul Ananke s-a format când un asteroid a fost capturat de Jupiter și s-a fragmentat ulterior printr-o coliziune. Această ipoteză se bazează pe faptul că dispersia parametrilor medii orbitali 1 ai elementelor membrilor de bază este foarte mică și poate fi explicată printr-un impuls mic de viteză (15 < δV < 80 m/s), compatibil cu o singură coliziune și ruptură. 
Pe baza dimensiunilor sateliților, asteroidul original ar fi putut avea aproximativ 28 de km în diametru. Deoarece această valoare este aproape de diametrul aproximativ al lui Ananke însuși, este posibil ca corpul părinte să nu fi fost puternic perturbat. 
Studiile fotometrice disponibile adaugă mai multă credibilitate teoriei de origine comună: trei dintre sateliții familiei ( Harpalyke, Praxidike și Iocaste ) prezintă culori gri similare ( indici medii de culoare : B−V = 0,77 și V−R = 0,42), în timp ce Ananke însuși se află la limita dintre gri și roșu deschis. 

Această diagramă compară elementele orbitale și dimensiunile relative ale membrilor de bază ai grupului Ananke. Axa orizontală ilustrează distanța medie a acestora față de Jupiter, axa verticală înclinația lor orbitală, iar cercurile dimensiunile lor relative.

Această diagramă oferă un câmp vizual mai larg decât cea anterioară, arătând alți sateliți mici grupați în apropierea grupului central Ananke. (Se credea că Philophrosyne era un membru al grupului Ananke când a fost produsă această diagramă; s-a dovedit a fi un membru al grupului Pasiphae.)

1 Parametrii orbitali osculatori ai sateliților neregulați ai lui Jupiter se modifică mult în intervale scurte din cauza perturbării puternice a Soarelui. De exemplu, au fost raportate modificări de până la 1 Gm în semiaxa mare în 2 ani, 0,5 în excentricitate în 12 ani și până la 5° în 24 de ani. Elementele medii orbitale sunt mediile calculate prin integrarea numerică a elementelor curente pe o perioadă lungă de timp, utilizate pentru determinarea familiilor dinamice.